# Heterolocha falconaria
Heterolocha falconaria là một loài bướm đêm trong họ Geometridae.